# Droit du travail en Suisse
Le droit du travail en Suisse comprend l'ensemble des normes privées et publiques qui règlent l'activité salariée.
Le droit suisse du travail reste très libéral, permettant notamment le licenciement sans motifs et privilégiant le dialogue social (paix du travail) via les conventions collectives de travail (CCT) au détriment de la grève. 

## Historique
La Constitution de 1874 confia à la Confédération la responsabilité de régler le droit du travail, ce qu'elle a fait par étapes.

## Bases légales
La Constitution fédérale prévoit quelques dispositions générales telles que le droit à un salaire égal pour un travail égal (article 8), la liberté syndicale et la paix du travail (article 28) ainsi que la possibilité de légiférer sur la protection des travailleurs et les rapports de travail (article 110).
Unifié au niveau fédéral, le contrat individuel de travail (CIT) est basé sur les articles 319 à 352 du Code des obligations (CO), ainsi que diverses normes de droit public comme la loi sur le travail (LTr) et ses ordonnances d'applications.
Les cantons disposent de leur compétence de droit public, qui leur permet par exemple d'imposer un salaire minimal.

## Principes

### Obligations de l'employé
L'employé a un devoir de fidélité et de diligence envers son employeur (articles 321 et suivants CO).
L'employé est tenu de suivre les directives et de signaler les risques compromettant la protection de la santé (article 10 OLT3).

### Obligations de l'employeur
L'employeur a notamment l'obligation de payer, de fournir du travail et de protéger les employés (articles 322 et suivants CO). Il a également l'obligation de saisir le temps de travail de ses employés (article 73 OLT1).
L'employeur doit protéger la personnalité des travailleurs, notamment et prenant des mesures adéquates pour préserver la santé et l’intégrité (articles 328 CO). Cela inclut de prévenir, repérer et désamorcer les situations de harcèlement sexuel ou psychologique, surcharge chronique, discrimination, conflits interpersonnels, protection des dénonciateurs, droit à l'information, droit à l'image et droit d'être occupé.
L'employeur est tenu de prendre toutes les mesures nécessaires pour protéger la santé physique et psychique des employés, notamment avec une organisation appropriée du travail (article 2 OLT3).
Pour s'occuper d'un enfant malade, la loi sur le travail octroie jusqu'à trois jours de congé par cas de maladie, sans plafonnement annuel et avec versement du salaire reconnu par la jurisprudence (article 36 LTr).

### Temps de travail
Pour les entreprises soumises à la loi sur le travail, la durée hebdomadaire maximale est de 45 ou 50 heures (article 9 LTr et article 13 OLT1). Si une convention collective de travail ou le contrat de travail précisent une durée inférieure, c'est cette dernière qui fait foi.

### Licenciement
La résiliation du contrat de travail à durée indéterminée est soumise à un préavis qui dépend du nombre d'années de service (article 335c CO). Il existe des périodes de protection (maternité, maladie ou service militaire) qui empêchent le licenciement (article 336c CO).
Le contrat de durée déterminée ne peut en principe être résilié de façon anticipée. Il existe également des règles spécifiques pour le licenciement collectif (article 335d à 335k CO) et le licenciement avec effet immédiat (possible en cas de justes motifs,article 337 CO). 
De façon générale, il n'est pas foncièrement nécessaire de donner une raison au licenciement, et l'effet de celui-ci ne peut être annulé. En cas de licenciement abusif (article 336 à 336b CO), le travailleur peut avoir droit à des indemnités (article 337c CO).

## Litiges

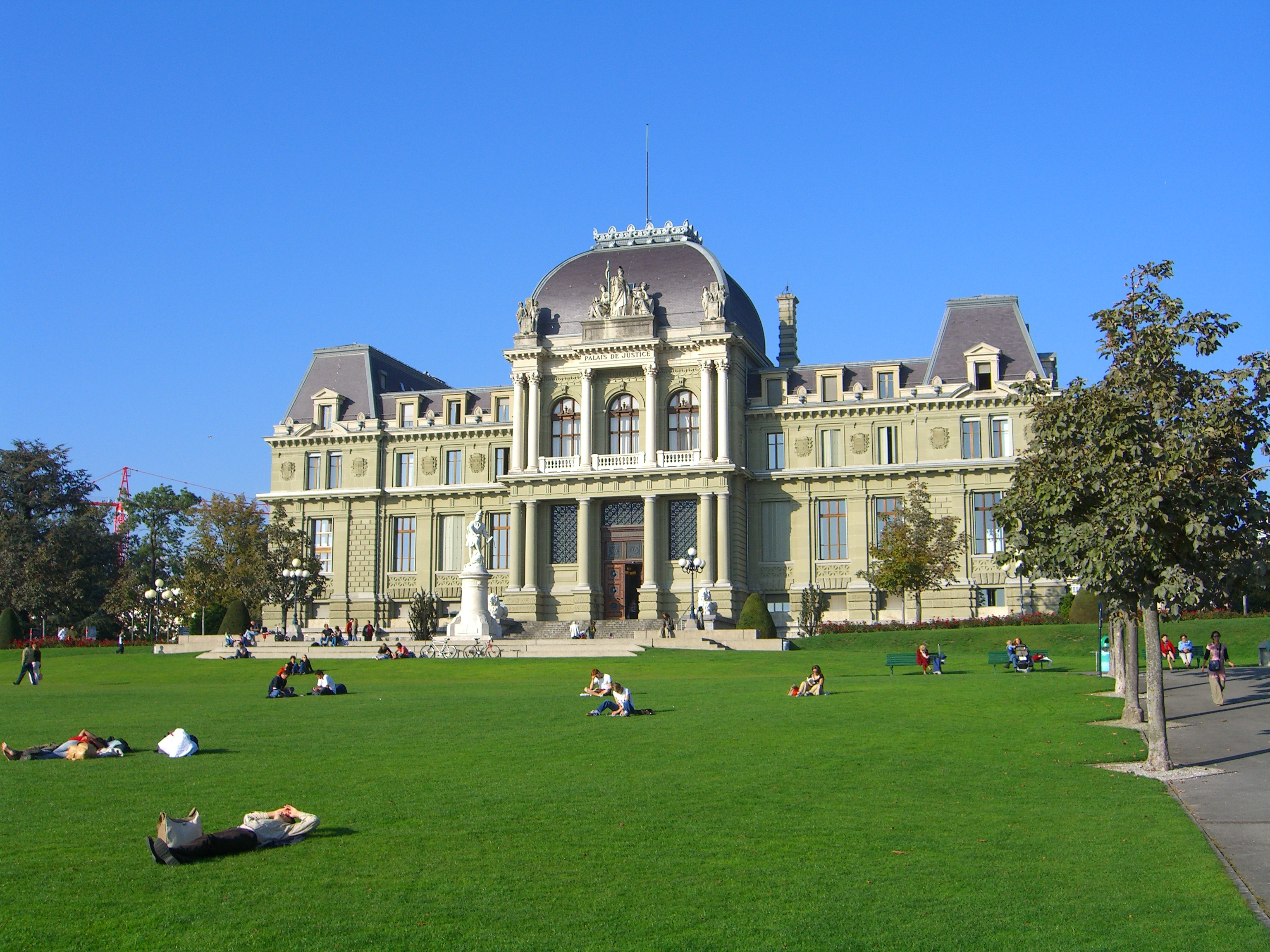
Le Palais de justice de Montbenon, siège du Tribunal de prud'hommes de l'arrondissement de Lausanne.

Selon le canton, les conflits du travail peuvent être jugés par un tribunal de prud'hommes, qui tente d'abord une conciliation (articles 197 et suivants CPC). Un modèle de « requête de conciliation en matière de litige du travail » est disponible sur le site de l'Office fédéral de la justice.

### Bases légales
- Constitution fédérale de la Confédération suisse (Cst.) du 18 avril 1999 (état le 1er janvier 2020), RS 101. (article)
- Code des obligations (CO) du 30 mars 1911 (état le 1er avril 2020), RS 220. (article)
- Loi sur le travail (LTr) du 13 mars 1964 (état le 9 décembre 2018), RS 822.11.
  - Ordonnance 1 relative à la loi sur le travail (OLT1) du 10 mai 2000 (état le 1er janvier 2016), RS 822.111.
  - Ordonnance 2 relative à la loi sur le travail (OLT2) du 10 mai 2000 (état le 1er avril 2019), RS 822.112.
  - Ordonnance 3 relative à la loi sur le travail (OLT3) du 18 août 1993 (état le 1er octobre 2015), RS 822.113.
  - Ordonnance 4 relative à la loi sur le travail (OLT4) du 18 août 1993 (état le 1er mai 2015), RS 822.114.
  - Ordonnance 5 relative à la loi sur le travail (OLT5) du 28 septembre 2007 (état le 1er juillet 2018), RS 822.115.
- Loi sur l’égalité (LEg) du 24 mars 1995 (état le 1er juillet 2020), RS 151.1. (article)
- Code de procédure civile (CPC) du 19 décembre 2008 (état le 1er juillet 2020), RS 272.

### Filmographie
- Prud'hommes, documentaire de Stéphane Goël, 2010, 85 minutes.